# Бразильская Тунгуска
Бразильская Тунгуска (порт. Evento do Rio Curuçá — «Событие на реке Куруса») — событие, подобное Тунгусскому метеориту, произошедшее в Бразилии в среду 13 августа 1930 года. Произошло в джунглях крайнего северо-запада Бразилии, недалеко от границ Бразилии с Перу и Колумбией, в районе рек Куруса и Жавари, в 240 км от городов Эсперанса и Аталая-ду-Норти.

## Хроника событий
В среду 13 августа 1930 года в восемь часов утра (по местному времени) солнце окрасилось в красный цвет, с неба посыпался пепел, раздался грохот и земля троекратно содрогнулась. Взрывы слышали даже в находящихся на расстоянии ≈ 240 км городах Эсперанса и Аталая-ду-Норти, но местные жители подумали, что это артиллеристы проводят испытательные стрельбы на полигоне находящейся неподалёку Табатинги.
Через пять дней в район события прибыл миссионер Феделе д’Альвиано. Ему пришлось успокаивать находящихся в ужасе жителей берегов Курусы, объясняя им, что существуют метеориты и иногда они падают на Землю. На это ему пришлось потратить целый месяц, разъезжая по местным деревням.
Кроме того, отец Феделе предотвратил массовое самоубийство: один из индейских вождей убедил соплеменников, что событие является предвестником конца света, и те уже готовились принять нейротоксичное вещество тимпо, когда прибыл миссионер. Отцу Феделе хоть и с трудом, но удалось убедить индейцев, что конец света ещё не наступил и совершать самоубийство не стоит. Так что погибнуть от отравления успели только несколько человек, принявшие тимпо до приезда миссионера.

## История публикаций
Вернувшись в свою католическую миссию в городке Сан-Паулу-ди-Оливенса, отец Феделе рассказал об этом корреспонденту Ватиканского телеграфного агентства «Фидес» («Вера»). 1 марта 1931 года его рассказ был опубликован в газете «Оссерваторе Романо» — официальном печатном органе Папского государства в Риме.
Публикация в «Оссерваторе Романо» была пересказана в лондонской газете «Дейли геральд» в номере за 6 марта 1931 года под заголовком «Метеоритная угроза, подобная гигантской космической бомбе». Помимо того, что сообщала «Оссерваторе Романо», в «Дейли геральд» сообщалось, что падение метеорита вызвало лесной пожар, бушевавший несколько месяцев и приведший к тому, что джунгли обезлюдели на сотни километров.
Публикация в «Дейли геральд» послужила источником для Леонида Алексеевича Кулика — геолога-минералога, первого исследователя Тунгусского метеорита, который в том же 1931 году опубликовал в советском научно-популярном журнале «Природа и люди» статью «Бразильский близнец Тунгуски».
Событие назвали Бразильской Тунгуской, но оно осталось почти незамеченным СМИ.
В 1989 году советские астрономы Н. Васильев и Г. Андреев, узнав о событии из публикации Л. А. Кулика в журнале «Природа и люди», опубликовали короткую заметку в малоизвестном «Журнале Международной метеоритной организации», издаваемом в Бельгии. Узнав о событии из последней публикации, директор Армагской обсерватории, что в Северной Ирландии, доктор Марк Бейли с соавторами напечатали в 1995 году статью об этом событии в английском ежеквартальнике «Обзерватори».

## Анализ и изучение события
Время события почти полностью совпадает с ежегодным максимумом Персеид — метеорного потока, связанного с большой кометой Свифта — Таттла.
Зная точное время события, М. Бейли вычислил, что огненные шары над джунглями появились в северной части неба.
Используя современные научные методы[уточнить], М. Бейли вычислил также силу бразильского сотрясения: она была эквивалентна взрыву не более 1 мегатонны тринитротолуола. То есть примерно в 10—15 раз меньше, чем при Тунгусском феномене.
На снимках, сделанных спутником «Ландсат», среди густого леса была обнаружена округлая «полянка» диаметром около 1,5 км. Севернее и южнее этой поляны были замечены подозрительные «следы», но они куда менее отчётливы. Они расположены вытянутой цепочкой в меридиональном направлении. Если событие действительно связано с метеорным дождём Персеид, пролившимся над нашей планетой в 8 часов утра 13 августа, то траектория упавших метеоритов должна была протянуться прямой линией с севера на юг.
В 1997 году на месте события побывала экспедиция, обнаружившая астроблему. Координаты её центра были определены как 5°10′53″ ю. ш. 71°38′27″ з. д. — к юго-юго-востоку от посёлка Аржемиро, стоящего на берегу Курусы[уточнить].
Были запрошены данные сейсмической обсерватории при колледже Сан-Каликсто в столице Боливии Ла-Пасе. На них зафиксирована сильные толчки, считавшиеся ранее подземными. Волна от них пришла из области реки Жавари и её притока Курусы. Толчков было три — два посильнее, а последний едва различимый. Вычисления показали, что волне потребовалось всего 2,7 мин (слишком малый срок для землетрясения), чтобы добраться до Ла-Паса. Значит, событие было не сейсмическим, а, по всей видимости, космогенным.
Слишком большой интервал в 24 секунды между первым и вторым толчками говорит о том, что в атмосферу Земли вошло не одно тело, распавшееся в атмосфере, а несколько небесных тел.
Можно считать установленным, что небесный объект летел с севера на юг и упал в 20 км к юго-востоку от посёлка Аржемиро.